# Grimmener SV
Der Grimmener SV ist ein 1992 gegründeter Sportverein aus Grimmen mit Punktspielmannschaften im Bereich Fußball und Volleyball.

## Verein
Der Grimmener Sportverein entstand in seiner heutigen Form als Nachfolger der drei städtischen Fußball-Vereine BSG Einheit Grimmen, BSG Bau Grimmen und BSG Erdöl-Erdgas Grimmen im Jahr 1992. 2012 zählte der Verein über 250 Mitglieder. In der Sektion Fußball nehmen drei Männermannschaften und sieben Nachwuchsteams am Spielbetrieb teil. Die Fußball-Spielstätte ist seit 1957 der Jahnplatz im Grimmener Sportforum.

## Fußball

### Ligazugehörigkeit der Vorgängervereine zwischen 1952 und 1992
Die BSG Erdöl/Erdgas Grimmen spielte während ihres 40-jährigen Bestehens keine nennenswerte Rolle im DDR-Fußball. Einzig zwischen 1988 und 1992 spielte sie in der Bezirksliga Rostock. Eine sportliche Leistung, die dem zweiten Verein der Stadt, der BSG Bau Grimmen, zwischen 1979 und 1984 immerhin fünf Jahre am Stück gelang.
Die erfolgreichste der drei Vorgängermannschaften des Grimmener Sportvereins war jedoch die BSG Einheit Grimmen. Sie konnte sich zwischen 1958 und 1979 insgesamt acht Jahre lang in einer der dritthöchsten Spielklassen der DDR, der Bezirksliga Rostock, halten. Höhepunkt dieser „goldenen Siebziger“ stellte die Teilnahme der BSG Einheit Grimmen an der 1. Hauptrunde des FDGB-Pokals in der Saison 1978/79 dar.

### Vereinsentwicklungen seit der Neugründung
Auch nach der politischen Wende blieb die Abteilung Fußball die stärkste Sektion des Vereins. Neun Mannschaften befinden sich im Punktspielbetrieb. Die erste Männermannschaft spielte seit ihrem Aufstieg in der Saison 2009/2010 zehn Jahre ununterbrochen in der höchsten Spielklasse des Landes, der Verbandsliga Mecklenburg-Vorpommern. Obwohl sportlich dazu berechtigt, verzichtete der Verein im Mai 2020 auf eine neuerliche Teilnahme an der Verbandsliga ab der Saison 2020/21. Der Spielbetrieb wurde stattdessen in der siebtklassigen Landesliga fortgeführt.
Während die Mannschaft in den 1990er Jahren noch mit den Trikotfarben von BSG Erdöl/Erdgas (schwarz-gelb) auflief, erinnert die Farbgebung des Vereins in den letzten Jahren (rot-weiß) wieder stärker an die Teamfarben der BSG Bau Grimmen.

## Statistik

### Erfolge
- Teilnahme an der 1. Hauptrunde des FDGB-Pokal 1978/79: BSG Einheit Grimmen II - ASG Vorwärts Neubrandenburg, Ergebnis: 1:4
- Meister der Landesliga Ost und Aufstieg in die Verbandsliga Mecklenburg-Vorpommern in der Saison 2009/10.
- Spieler Thomas Boljahn wurde in der Saison 2014/15 mit 27 Treffern Torschützenkönig in der Verbandsliga MV.[3]

### Saisonübersichten
| Saison    | Liga                                               | Platz | Punkte | Tore  |
| --------- | -------------------------------------------------- | ----- | ------ | ----- |
| 2003/04   | Landesliga Mecklenburg-Vorpommern (Ost) (6. Liga)  | 09    | 32     | 40:40 |
| 2004/05   | Landesliga Mecklenburg-Vorpommern (Ost) (6. Liga)  | 09    | 29     | 35:44 |
| 2005/06   | Landesliga Mecklenburg-Vorpommern (Ost) (6. Liga)  | 04    | 38     | 39:29 |
| 2006/07   | Landesliga Mecklenburg-Vorpommern (Ost) (6. Liga)  | 02    | 53     | 49:20 |
| 2007/08   | Landesliga Mecklenburg-Vorpommern (Ost) (6. Liga)  | 07    | 37     | 46:32 |
| 2008/09   | Landesliga Mecklenburg-Vorpommern (Ost) (7. Liga)  | 02    | 56     | 53:25 |
| 2009/10   | Landesliga Mecklenburg-Vorpommern (Ost) (7. Liga)  | 01    | 67     | 79:14 |
| 2010/11   | Verbandsliga Mecklenburg-Vorpommern (6. Liga)      | 07    | 48     | 54:56 |
| 2011/12   | Verbandsliga Mecklenburg-Vorpommern (6. Liga)      | 09    | 38     | 41:57 |
| 2012/13   | Verbandsliga Mecklenburg-Vorpommern (6. Liga)      | 09    | 28     | 40:51 |
| 2013/14   | Verbandsliga Mecklenburg-Vorpommern (6. Liga)      | 08    | 44     | 52:50 |
| 2014/15   | Verbandsliga Mecklenburg-Vorpommern (6. Liga)      | 05    | 48     | 59:42 |
| 2015/16   | Verbandsliga Mecklenburg-Vorpommern (6. Liga)      | 06    | 46     | 45:36 |
| 2016/17   | Verbandsliga Mecklenburg-Vorpommern (6. Liga)      | 08    | 37     | 55:57 |
| 2017/18   | Verbandsliga Mecklenburg-Vorpommern (6. Liga)      | 12    | 27     | 44:73 |
| 2018/19   | Verbandsliga Mecklenburg-Vorpommern (6. Liga)      | 11    | 31     | 42:64 |
| 2019/20 1 | Verbandsliga Mecklenburg-Vorpommern (6. Liga)      | 12    | 20     | 28:40 |
| 2020/21   | Landesliga Mecklenburg-Vorpommern (Nord) (7. Liga) | 02    | 02,29  | 15:8  |
| 2021/22   | Landesliga Mecklenburg-Vorpommern (Nord) (7. Liga) | 07    | 24     | 22:28 |
| 2022/23   | Landesliga Mecklenburg-Vorpommern (Ost) (7. Liga)  | 09    | 35     | 46:42 |
| 2023/24   | Landesliga Mecklenburg-Vorpommern (Ost) (7. Liga)  | 05    | 35     | 51:38 |